# Marcinkowo (powiat inowrocławski)
Marcinkowo – wieś w Polsce, położona w województwie kujawsko-pomorskim, w powiecie inowrocławskim, w gminie Inowrocław.

## Podział administracyjny
W latach 1954–1972 wieś należała i była siedzibą władz gromady Marcinkowo. W latach 1975–1998 miejscowość należała administracyjnie do województwa bydgoskiego.

## Demografia
Według Narodowego Spisu Powszechnego (III 2011 r.) wieś liczyła 216 mieszkańców. Jest szesnastą co do wielkości miejscowością gminy Inowrocław.

## Położenie
Miejscowość oddalona od Inowrocławia o 8 km w kierunku wschodnim.